# X線の眼を持つ男
『X線の眼を持つ男』は1963年に製作されたロジャー・コーマン監督によるSFカルト映画である。

## 概要
低予算映画やB級映画において“帝王”という異名を持つロジャー・コーマンが『失われた週末』でアカデミー主演男優賞を獲得したレイ・ミランドを主役に起用して製作した本作。ハリウッド映画ならではの娯楽性をふんだんに盛り込んでおり、終盤のカーチェイスシーンは一つの特色にもなっている。

## リメイク
かつて『シザーハンズ』などの監督で、本作品のファンと自称するティム・バートンが本作品のリメイクをドリームワークス製作で企画していたが、『猿の惑星』のリメイク『PLANET OF THE APES/猿の惑星』を優先させたため、実質リメイク企画は頓挫している。

## あらすじ
ジェイムズ・エグゼイヴィア博士は、人間の視覚範囲を広げ、可視スペクトルを超えて紫外線やX線の波長、更にその先までを見ることが出来るようになる点眼薬を開発した。動物や治験者でのテストでは役に立たない主観的なデータしか得られないと考え、彼は自分自身でその点眼薬を試す。
エグゼイヴィアは先ず人の服が透けて見えることに気づき、そしてその視覚を使って病気が誤診されていた女の子を救う。時間の経過と点眼薬の継続的な使用により、エグゼイヴィアの視覚能力は向上するが、それを制御する能力は低下していく。最終的には、彼は脳が完全には理解出来ない光と構造の形でしか世界を見ることが出来なくなる。目を閉じても、閉じた瞼を通して物が見えてしまうので、心が休まらない。
友人のサム・ブラント博士は、特に目は脳と直接つながっていることもあり、効果を評価するまで点眼を中止するよう助言した。エグゼイヴィアはこれを受け容れず、口論中に誤ってブラントを窓から突き落としてしまう。エグゼイヴィアの友人ダイアン・フェアファックス博士は、彼が見つかったら殺人罪で有罪になるだろうと言ったことから、エグゼイヴィアは逃走する。彼はお祭りの場で読心術師として働くようになる。彼のマネージャーは、特に観覧車から転落した少女の怪我を診断する彼のスキルがトリックではないことに気づき、「奇跡の診断士」としてもっと金を稼ぐことが出来ると言う。エグゼイヴィアの目は変化し始め、過剰な負荷を防ぐために厚い保護ゴーグルを着用しなくてはならなくなる。人々は彼に会うために列をなす。フェアファックスは彼を探して、彼が有料相談を受け付けている場所に入る。彼は既に物の外面が見えないため、彼女が話すまで彼女のことを認識出来ない。彼は、もう目を閉じても暗闇は得られず、自分のこの力に呪われていることを説明する。彼は立ち去ろうとするが、エグゼイヴィアの正体を知ったマネージャーは、もし有料相談を止めたらブラントの殺人容疑で逮捕するよう当局を呼ぶぞと脅迫する。フェアファックスはエグゼイヴィアを車に乗せ一緒に逃げる。
彼らは彼のスキルを使ってカジノで儲けるためにラスベガスに向かう。ブラントが懸念していた通り、点眼薬はエグゼイヴィアの心に影響を及ぼし始める。彼は発作的な怒りにかられ、ブラックジャックディーラーの手の中にあり、これから引かれるカードをバラしてカジノオーナーを故意に挑発する。カジノオーナーは警備員を呼ぶ。乱闘で彼の眼鏡が落ちてしまい、黒色と金色になっている彼の目が晒される。彼は群衆の気を逸らすために自分の紙幣を大量にをまき散らして逃走する。
エグゼイヴィアは単独で奪った車で砂漠の方へ向かうが、ヘリコプターに追われて高速で走ることを強いられる中、異常な視力のせいで正常に運転出来ない。彼は道路から外れてしまう。彼は車を捨てて彷徨い、布教が行われている大きなテントを見つける。ヘリコプターが着陸する。彼は伝道者に対して、宇宙の中心にある「私たち全てを見る目」を含めて、宇宙の端にあるものさえ見え始めていると言う。牧師は、エグゼイヴィアが見ているものは「罪と悪魔」であると答え、「もしあなたの目があなたを怒らせるなら、それを抜き取るのだ！」という福音書の一節を引用する。ゼイヴィアは自分の目をくり抜く。

## スタッフ・キャスト

### 出演者
※括弧内は日本語吹替（初回放送1971年10月11日 東京12ch）
- ジェームズ・エグゼイビア博士：レイ・ミランド Ray Milland（川久保潔）
- ダイアン・フェアファックス博士：ダイアナ・ヴァン・ダー・ヴリス Diana Van der Vlis（武藤礼子）
- サム・ブラント：ハロルド・ストーン Harold J. Stone
- ウィラード・ベンソン：ジョン・ホイト John Hoyt（藤本譲）
- クレイン：ドン・リックルズ Don Rickles
- ヘッカー：ディック・ミラー Dick Miller
- ヘックラー：ジョナサン・ヘイズ Jonathan Haze

### スタッフ
- 監督：ロジャー・コーマン
- 製作：ロジャー・コーマン
- 製作総指揮：サミュエル・Z・アーコフ、ジェームズ・ニコルソン
- 脚本：ロバート・ディロン、レイ・ラッセル
- 音楽：レス・バクスター
- 撮影：フロイド・クロスビー
- 編集：アンソニー・カラス